# Johann Wolf
Johann Wolf (1765 - 1824) foi um ornitólogo alemão.

## Obras
Johann Wolf, com Bernhard Meyer, é o autor de:
- Naturgeschichte der Vogel Deutschlands (1805)
- Taschenbuch der Deutschen Vogelkunde (1810).